# Henriette Heise
Henriette Heise, dansk billedkunster uddannet på Kunstakademiets Billedkunstskoler i København og Slade School of Fine Art i London. Hun bor og arbejder i København og London og har siden 2009 været lektor i billedkunst på Det Kgl. Danske Kunstakademi. Fra sommeren 2016 tiltræder hun desuden som den første professor ved Billedkunstskolernes nye 3-årige BFA-program (Bachelor of Fine Arts). 
Fra 2012 medlem af kunstnersammenslutningen Den Frie. 
I 2013 modtog Henriette Heise Statens Kunstfonds treårige arbejdslegat.
Henriette Heises billedkunstneriske praksis kan betegnes som post-konceptuel og udfolder sig på tværs af medier, formater og materialer. Hun anvender således forskellige grafiske teknikker, herunder tegning og linoleumssnit, fotokopi, tekstil, filtcollager, plakater, fotografi, installation, skulptur, film/video, bøger, internet og performance. Parallelt med sin egen kunstpraksis har hun været involveret i og medstifter af en række kollektive kunstneriske projekter som Info Centre i London, Det Fri Universitet og Tv-stationen tv-tv, begge i København.
Igennem sit undersøgende og procesorienterede kunstneriske arbejde beskæftiger Henriette Heise sig med det emotionelles og imaginæres funktion og potentialer i hverdagslivet.

## Soloudstillinger
- “There are pockets, she said", Overgaden—Institut for Samtidskunst, København, Danmark (2010)
- “Darkness Machines—Dormant”, Die Raum, Berlin, Tyskland (2011)